# 尼尔·奥布赖恩
尼尔·约翰·奥布赖恩 OBE（1978年11月6日—）是一位英国保守党政治人物，2012年至2016年担任财政大臣乔治·奥斯本特别顾问，2016年又任特蕾莎·梅首相特别顾问。

## 個人
奥布莱恩在西约克郡的哈德斯菲尔德长大。当地的All Saints中学和Greenhead高中接受教育，之后在牛津大学基督堂学习哲学、政治学及经济学，以第一名成绩毕业。 进入政界之前，他与无家可归者一起进行社区服务，担任过学校董事长。
2000年至2003年间，奥布莱恩参与了反对英国加入欧元区的“NO”运动。2004年，领导“Vote 2004”团体，一个主张就欧盟提议的宪法进行全民公投的运动。 2005年后先后支持两个右翼智库开放欧洲 和政策交流。
2009年，奥布莱恩在英国50位政治影响力人物的全民调中排名第14，被《每日电讯报》评为“100位最具影响力的右翼人物”之一，被《星期日泰晤士报》描述为“新政治精英”之一， 上榜《标准晚报》“伦敦新影响力1000强”。
2021年3月26日，中華人民共和國宣佈制裁英國9人及4個實體，奥布莱恩是其中1人。

## 个人生活
奥布赖恩已婚，有两个孩子，定于其选区里。